# Myrtle Anderson
Pour les articles homonymes, voir Anderson.

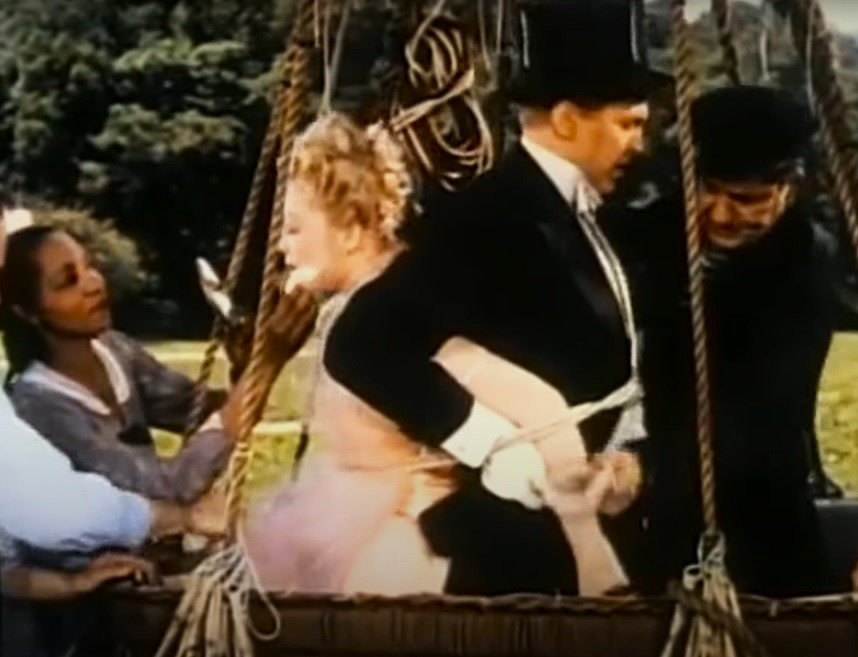
Les Exploits de Pearl White (1947), avec Myrtle Anderson (à g.) et Betty Hutton

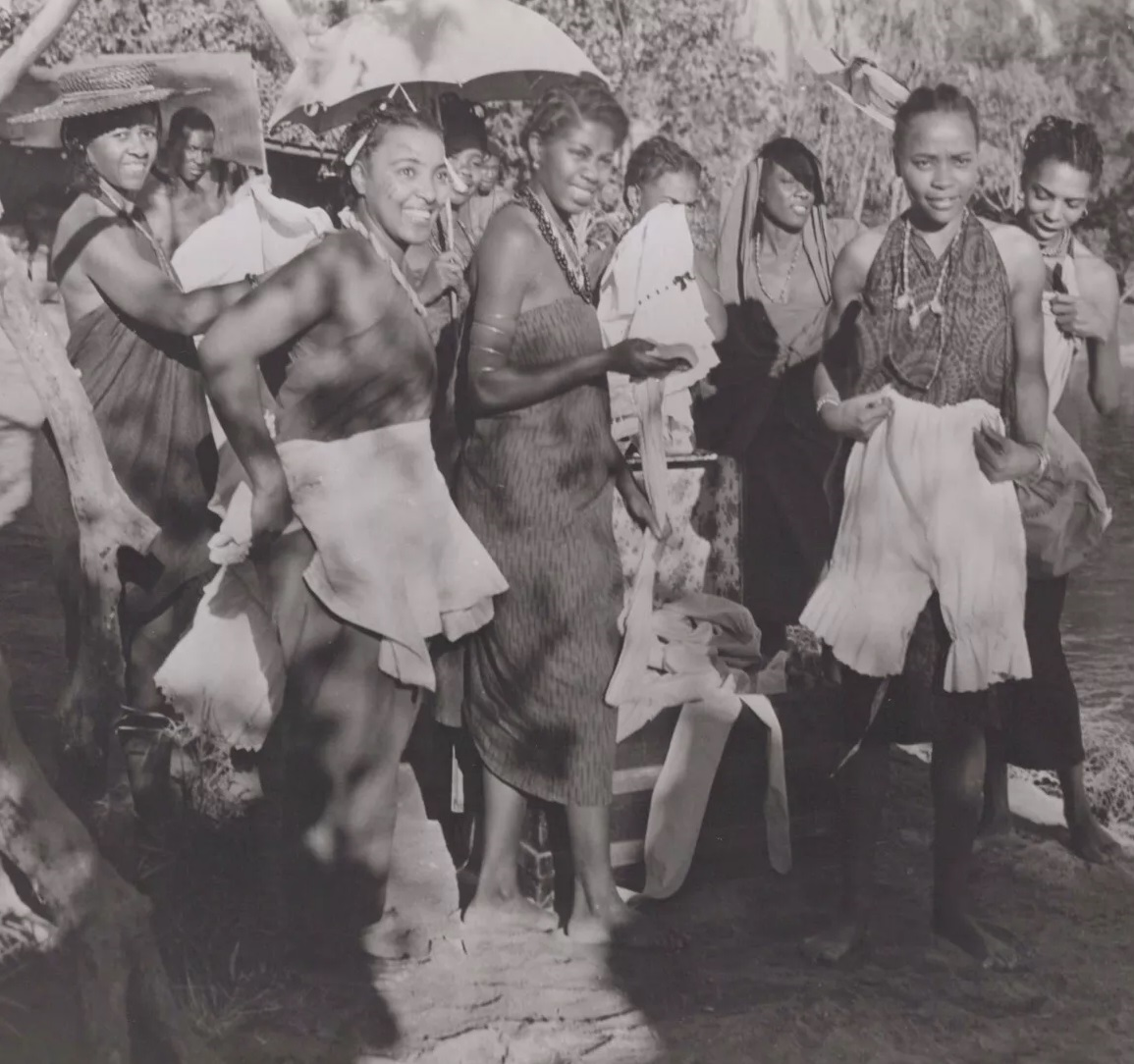
Myrtle Anderson (2e à g.), dans
La Sorcière blanche (1953)

Myrtle Doris Anderson, née le 26 mai 1907 à Kingston (Jamaïque) et morte le 5 octobre 1978 à Los Angeles (Californie), est une actrice et chanteuse jamaïcaine.

## Biographie
Une partie de sa famille émigrant aux États-Unis lorsqu’elle est en bas âge, Myrtle Anderson y débute comme chanteuse, notamment au sein du chœur d'Hall Johnson. Ainsi, elle apparaît à Broadway (New York) en 1935, dans la pièce en musique Les Verts Pâturages de Marc Connelly (avec Edna Mae Harris et Oscar Polk), comme membre dudit chœur. Elle revient une seconde (donc dernière) fois à Broadway dans une comédie musicale d'Hall Johnson, Run, Little Chillun (en) (1943, avec Edna Mae Harris), cette fois comme actrice.
Au cinéma, elle contribue à dix-sept films américains (dont un court métrage), le premier étant Les Verts Pâturages de Marc Connelly et William Keighley (1936, avec Rex Ingram et Oscar Polk), adaptation de la pièce précitée ; le dernier est Un seul amour de George Sidney (1957, avec Kim Novak et Jeff Chandler).
Entretemps, mentionnons Amazone moderne d'Irving Pichel (1946, avec Barbara Stanwyck et Robert Cummings), Le Mystérieux Docteur Korvo d'Otto Preminger (1950, avec Gene Tierney et Richard Conte) et La Sorcière blanche d'Henry Hathaway (1953, avec Susan Hayward et Robert Mitchum).
Pour la télévision américaine, elle collabore en 1953 à une série et un téléfilm.
Myrtle Anderson meurt en 1978, à 71 ans.

## Théâtre à Broadway (intégrale)
- 1935 : Les Verts Pâturages (The Green Pastures), pièce en musique de Marc Connelly, arrangements musicaux d'Hall Johnson, décors de Robert Edmond Jones : membre du chœur
- 1943 : Run, Little Chillun (en), comédie musicale, musique, lyrics, livret et direction musicale d'Hall Johnson, mise en scène de Clarence Muse : Mame

## Filmographie partielle
- 1936 : Les Verts Pâturages (The Green Pastures) de Marc Connelly et William Keighley : Ève
- 1938 : Frou-frou (The Toy Wife) de Richard Thorpe : Thérèse
- 1941 : Les Voyages de Sullivan (Sullivan's Travels) de Preston Sturges : une paroissienne
- 1942 : Au temps des tulipes (The Vanishing Virginian) de Frank Borzage : une servante des Yancey
- 1942 : Madame veut un bébé (The Lady Is Willing) de Mitchell Leisen : une servante
- 1946 : Amazone moderne (The Bride Wore Boots) d'Irving Pichel : Florence
- 1947 : Le Maître de la prairie (The Sea of Grass) d'Elia Kazan : une villageoise
- 1947 : Les Exploits de Pearl White (The Perils of Pauline) de George Marshall : la servante et maquilleuse de Pearl
- 1949 : Toute la rue chante (Oh, You Beautiful Doll) de John M. Stahl : la cuisinière
- 1950 : Le Mystérieux Docteur Korvo (Whirlpool) d'Otto Preminger : la servante d'Ann
- 1951 : À l'assaut de la gloire (Follow the Sun) de Sidney Lanfield : Grace
- 1953 : Le soleil brille pour tout le monde (The Sun Shines Bright) de John Ford : une blanchisseuse
- 1953 : La Sorcière blanche (White Witch Doctor) d'Henry Hathaway : Aganza
- 1957 : Le Carnaval des dieux (Something of Value) de Richard Brooks : l'épouse de Mwange
- 1957 : Un seul amour (Jeanne Eagels) de George Sidney : la servante de Jeanne